# Miss Mundo Brasil 2010
Miss Mundo Brasil 2010 foi a 5ª edição de um concurso de beleza feminino sob a gestão da MMB Produções & Eventos (representada pelo empresário Henrique Fontes), a 21ª edição de realização de uma disputa específica para a eleição da brasileira ao concurso de Miss Mundo e o 51º ano de participação do Brasil na disputa internacional. Esta edição ocorreu pela terceira vez seguida no Estado do Rio de Janeiro, tendo sua final realizada no "Hotel do Frade" em Angra dos Reis, com transmissão da SKY e TV Pampa. Disputaram o título trinta e sete (37) candidatas, uma a menos que a edição anterior. Na ocasião, sagrou-se vencedora a representante do Estado do Pará, Kamilla Ghabrise Rodrigues Salgado.

## Resultados

### Colocações
| Colocação                                               | Representação & Candidata |
| ------------------------------------------------------- | --- |
| Vencedora                                               | - Pará - Kamilla Salgado |
| 2º. Lugar                                               | - Fernando de Noronha - Isabelle Sampaio |
| 3º. Lugar                                               | - Rondônia - Suymara Barreto |
| 4º. Lugar                                               | - São Paulo - Karina Pacheli |
| 5º. Lugar                                               | - Paraná - Jhenniffer Martins |
| Finalistas (Em ordem final de classificação)            | - Rio de Janeiro - Jéssica Barros - Rio Grande do Sul - Osyane Pilecco |
| Top 17 Semifinalistas (Em ordem final de classificação) | - Maranhão - Karine Martins - Ceará - Khrisley Karlen - Distrito Federal - Denise Ribeiro - Goiás - Pollyanna Stemutt - Mato Grosso - Tatiana Strelov - Ilhabela - Bruna Bois - Bahia - Caroline Ferreira - Pernambuco - Palloma Montezuma - Amapá - Larissa Costa - Alcatrazes - Luíza Tessari |

### Premiações Especiais
O concurso distribuiu os seguintes prêmios este ano:
| Colocação          | Representação & Candidata           |
| ------------------ | ----------------------------------- |
| Miss Simpatia      | - Ilhas de Búzios - Andressa Gomes  |
| Miss Fotogenia     | - Maranhão - Karine Martins         |
| Miss Criatividade  | - Distrito Federal - Denise Ribeiro |
| Melhor Vestido     | - Ilha do Mel - Cristiane Kampa     |
| Miss Blogueira UOL | - Minas Gerais - Carla Nascimento   |
| Miss Cordialidade  | - Ilhas de Búzios - Andressa Gomes  |

### Ordem dos Anúncios
| 1. Alcatrazes 2. Amapá 3. Pará 4. Fernando de Noronha 5. Bahia 6. Maranhão 7. Paraná 8. Ceará 9. Mato Grosso 10. Distrito Federal 11. Goiás 12. Rondônia 13. São Paulo 14. Rio Grande do Sul 15. Rio de Janeiro 16. Ilhabela 17. Pernambuco | 1. Pará 2. Rio Grande do Sul 3. Rio de Janeiro 4. São Paulo 5. Fernando de Noronha 6. Rondônia 7. Paraná |  |  |

## Misses Regionais
As candidatas mais bem classificadas por região do País:
| Prêmio                     | Representação & Candidata                |
| -------------------------- | ---------------------------------------- |
| Miss Mundo Centro-Oeste    | - Distrito Federal - Denise Ribeiro      |
| Miss Mundo Ilhas do Brasil | - Fernando de Noronha - Isabelle Sampaio |
| Miss Mundo Nordeste        | - Maranhão - Karine Martins              |
| Miss Mundo Norte           | - Pará - Kamilla Salgado                 |
| Miss Mundo Sudeste         | - São Paulo - Karina Pacheli             |
| Miss Sul Mundo             | - Paraná - Jhenniffer Martins            |

## Competição classificatória
As vencedoras das etapas classificatórias garantem vaga entre as semifinalistas:

### Beach Beauty Brasil
| Prêmio     | Representação & Candidata                                             |
| ---------- | --------------------------------------------------------------------- |
| 1          | - Pará - Kamilla Salgado                                              |
| 2          | - Rio Grande do Sul - Osyane Pilecco                                  |
| 3          | - Paraná - Jhenniffer Martins                                         |
| Finalistas | - Fernando de Noronha - Isabelle Sampaio - São Paulo - Karina Pacheli |

### Best Model Brasil
| Prêmio     | Representação & Candidata                              |
| ---------- | ------------------------------------------------------ |
| 1          | - Fernando de Noronha - Isabelle Sampaio               |
| 2          | - Rio de Janeiro - Jéssica Barros                      |
| 3          | - Bahia - Caroline Ferreira                            |
| Finalistas | - Ceará - Khrisley Karlen - Rondônia - Suymara Barreto |

### Miss Talento
| Prêmio     | Representação & Candidata                                                     |
| ---------- | ----------------------------------------------------------------------------- |
| 1          | - Amapá - Larissa Costa                                                       |
| 2          | - Fernando de Noronha - Isabelle Sampaio                                      |
| 3          | - Goiás - Pollyanna Stemutt                                                   |
| Finalistas | - Estados Unidos-Brasil - Caroline Lassance - Minas Gerais - Carla Nascimento |

### Miss Sportswoman Brasil
| Prêmio    | Representação & Candidata    |
| --------- | ---------------------------- |
| 1         | - Alcatrazes - Luíza Tessari |
| 2         | - Amapá - Larissa Costa      |
| 3         | - Alagoas - Morgana Mello    |
| Finalista | - Acre - Pâmella Ferrari     |

### Beleza com Propósito
| Prêmio     | Representação & Candidata                                              |
| ---------- | ---------------------------------------------------------------------- |
| 1          | - Pará - Kamilla Salgado                                               |
| 2          | - Minas Gerais - Carla Nascimento                                      |
| 3          | - Ilha de Vitória - Jamili Scarpi                                      |
| Finalistas | - Estados Unidos-Brasil - Caroline Lassance - Tocantins - Estarlei Öss |

### Miss Popularidade UOL
| Prêmio     | Representação & Candidata                                      |
| ---------- | -------------------------------------------------------------- |
| 1          | - Bahia - Caroline Ferreira                                    |
| 2          | - Ilha de Vitória - Jamili Scarpi                              |
| 3          | - Sergipe - Stefania Crestana                                  |
| Finalistas | - Minas Gerais - Carla Nascimento - Rondônia - Suymara Barreto |

## Candidatas
Abaixo encontra-se a lista completa de candidatas deste ano:

### Estaduais
| - Acre - Pâmella Ferrari - Alagoas - Morgana Mello - Amapá - Larissa Costa - Amazonas - Flávia Silveira - Bahia - Caroline Ferreira - Ceará - Khrisley Gonçalves - Distrito Federal - Denise Ribeiro - Espírito Santo - Ana Paula Favoretti - Goiás - Pollyana Stemutt | - Maranhão - Karine Martins - Mato Grosso - Tatiana Strelov - Mato Grosso do Sul - Isabella Zaupa - Minas Gerais - Carla Nascimento - Pará - Kamilla Salgado - Paraíba - Laryssa Almeida - Paraná - Jhennifer Martins - Pernambuco - Palloma Montezuma - Piauí - Paula Cruz | - Rio de Janeiro - Jéssica Barros - Rio Grande do Norte - Jyokonda Rocha - Rio Grande do Sul - Osyane Pilecco - Rondônia - Suymara Barreto - Roraima - Sílvia Bitarães - Santa Catarina - Marina Fagundes - São Paulo - Karina Pacheli - Sergipe - Stefania Crestana - Tocantins - Estarlei Öss |

### Insulares & outros
| - Alcatrazes - Luíza Tessari - Estados Unidos-Brasil - Carol Lassance - Fernando de Noronha - Isabelle Nunes - Ilha de Porto Belo - Andressa Andreon - Ilhabela - Bruna Roman Bois - Ilha de Vitória - Jamile Scarpi - Ilha do Mel - Cristiane Kampa - Ilhas de Búzios - Andresa Gomes - Ilhas Sergipanas - Nawany Miranda - Trindade e Martim Vaz - Diana Gave |

## Designações
Candidatas designadas para representar o Brasil em concursos internacionais à convite da organização:
Legenda
      A representante do Brasil venceu a disputa.
      A representante do Brasil parou na 2ª colocação.
      A representante do Brasil parou na 3ª colocação.
| Candidata & Posição no concurso           | Concurso                                                               | Posição                       |
| ----------------------------------------- | ---------------------------------------------------------------------- | ----------------------------- |
| Kamilla Salgado (1ª colocada)             | Miss World 2010 (Final: Sanya, China)                                  |                               |
| Luciana Reis (1ª colocada em 2009)        | Miss Supranational 2010 (Final: Płock, Polônia)                        | Top 10                        |
| Suymara Barreto (3ª colocada)             | Reina Hispanoamericana 2010 (Final: Santa Cruz de la Sierra, Bolívia)  | 4ª Colocada                   |
| Mariana Notarângelo (9ª colocada em 2009) | Reinado Internacional del Café 2010 (Final: Manizales, Colômbia)       | Vencedora · Rainha da Polícia |
| Renata Marzolla (18ª colocada em 2009)    | Miss Bikini International 2010 (Final: Sanya, China)                   |                               |
| Cristiane Kampa (20ª colocada)            | Miss Friendship International 2010 (Final: Xianning, China)            |                               |
| Cristiane Kampa (20ª colocada)            | Reinado Internacional de la Ganadería 2010 (Final: Montería, Colômbia) | 3ª Colocada                   |
| Cristiane Kampa (20ª colocada)            | Bride of the World 2010 (Final: Singapura, Singapura)                  |                               |